# 吴敬

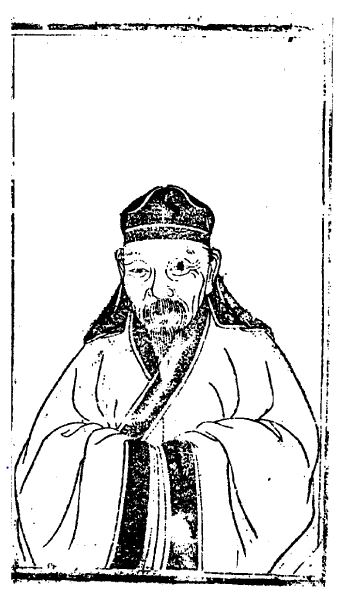
明代数学家吴敬画像

吴敬，字信民，号主一翁，生卒年月不详。明朝杭州府仁和县（今浙江杭州市）人，明代数学家。据明朝南京刑部郎中项麟为吴敬作的序“杭州仁和之邑，有良士吴氏号主一翁者，天资颖达而博通乎算数，凡吾浙藩田畴之饶衍，粮税之滋多与夫户口之浩繁，载诸版籍之间者，皆于翁手是资，则无遗而无爽焉”。吴敬的主要数学著作是成书于
景泰庚年（1450年）的《九章详注比类算法大全》十卷，分为一卷方田214问，二卷粟米212问，三卷衰分167问，四卷少广105问，五卷商功135问，六卷均输119问，七卷盈肭64问，八卷方程43问，九卷勾股101问，十卷开方94问。问题多引自杨辉《详解九章算法》、刘徽《海岛算经》和朱世杰《四元玉鉴》。清代数学家梅文鼎评价吴敬水平高于程大位。